# Maurycy Prozor
Maurycy Prozor (ur. 15 września 1801 w Romajnach w powiecie kowieńskim – zm. 1886) – polski naczelnik powstania kowieńskiego w 1831. 

## Życiorys
Był synem Ignacego Kajetana i Anieli z Oskierków. Studiował na Uniwersytecie Wileńskim. 
W marcu 1831 stanął na czele powstania w powiecie kowieńskim. Na czele swojego oddziału stoczył wiele starć z wojskami rosyjskimi (m.in. z sukcesami bronił się w Kiejdanach). W lipcu połączył się z korpusem gen. Henryka Dembińskiego i wraz z nim wycofał się do Królestwa Kongresowego. Od Sejmu powstańczego otrzymał świadectwo dobrze zasłużonego ojczyźnie. 31 sierpnia 1831 otrzymał Złoty Krzyż Orderu Virtuti Militari. W 1832 przybył do Francji. Był zagorzałym zwolennikiem księcia Adama Jerzego Czartoryskiego. Został członkiem Towarzystwa Monarchicznego Trzeciego Maja. 
W dniu 28 IX 1833 w Bourges śmiertelnie postrzelił w pojedynku Wacława Zwierzchowskiego, który oskarżał Alojzego Janowicza o szpiegostwo i zdradę.
Ogłosił Pamiętnik powstania w powiecie kowieńskim.
Był żonaty z Anną z Chłopickich, z którą miał trzech synów: Edwarda, Maurycego i Lucjana.